# Автошлях B26 (Німеччина)
Федеральний автошлях 26 (B26, нім. Bundesstraße 26)  — німецький федеральний шлях пролягає між B44 біля Wolfskehlen і розв'язкою автобану 14 "Bamberg Hafen" A70. На деяких ділянках він супроводжує річку Майн.
Західний кінець спочатку був у Wolfskehlen на B44, тепер він знаходиться на захід від міста посеред поля на B44, який був побудований як об’їзна дорога. Після відкриття автомобільного мосту через залізницю Riedbahn, B26 вела навколо міста на південь.